# Murat Yıldırım
Murat Yıldırım, född 13 april 1979, Konya, är en turkisk skådespelare som är känd från den turkiska tv-serien Aşk ve Ceza, där hans rollperson heter Savaş.

## Roller på film, scen och TV
- Organize İşler. Turkisk film. Premiär 2006. Spelade: figüran.
- Araf. Turkisk film. Premiär 2006. Spelade: Cenk.
- Güz Sancısı. Turkisk film. Premiär 2009. Spelade: Behçet.
- Fırtına TV-serie. Premiär 2006 - 2007. Spelade: Ali.
- Asi TV-serie. Premiär 2008 - 2009. Spelade: Demir.
- Aşk ve Ceza TV-serie. Premiär 2009 - 2010. Spelade: Savaş.
- 2012 – Game of Silence (TV-serie)
- 2020 – Ramo (TV-serie)